# Distretto di Beloha
Il distretto di Beloha è un distretto del Madagascar situato nella regione di Androy. Ha per capoluogo la città di Beloha.
La popolazione del distretto è di 103 623 abitanti (censimento 2011).